# 25560 Chaihaoxi
25560 Chaihaoxi è un asteroide della fascia principale. Scoperto nel 1999, presenta un'orbita caratterizzata da un semiasse maggiore pari a 2,3726156 UA e da un'eccentricità di 0,1817802, inclinata di 8,09288° rispetto all'eclittica.